# Pierre Schott
Pour les articles homonymes, voir Schott.
Pierre Schott est un auteur-compositeur-interprète, guitariste et bassiste français né le 24 avril 1958 à Strasbourg. Il est par ailleurs ingénieur du son, diplômé de l'école Louis Lumière.

## Biographie
Après avoir découvert la musique à l'adolescence (trompettiste autodidacte depuis l'âge de 12 ans), Pierre Schott se fait connaitre dans les années 1980, en formant le groupe Raft avec le chanteur auteur-compositeur Christian Fougeron. Basé à Strasbourg, ce duo dans lequel Schott est alors essentiellement bassiste et programmateur, sort d'abord sous le nom The Drinks, un 45T auto produit en 1982 puis un maxi 45T chez BMG Ariola en 1984. Sous le nom Raft, le tandem sort chez Polydor en 1986 un premier album de new-wave minimaliste (en anglais) puis en 1989 un second opus aux couleurs reggae-pop (en français).
En 1987, le groupe obtient un disque d'or en vendant plus de 500 000 exemplaires de son hit single Yaka Dansé, suivi en 1988 du hit single Femmes du Congo.
Dans les années 1990, après la séparation de Raft, le musicien retrouve la guitare électrique de ses débuts, se risque « chanteur » et sort trois albums solo : Le Nouveau Monde chez Virgin en 1992 (produit par Robin Millar incluant le single duo avec Tanita Tikaram Je te voudrai quand même),  Le Retour à la Vie Sauvage chez Dreyfus en 1995 et Le Milieu du Grand Nulle Part
 chez Musidisc en 1998 avec les Kick Horns (section de cuivres d'Eric Clapton) sur 8 titres.
Au milieu des années 1990, Pierre Schott participe à l'album Route MANSET hommage à Gérard Manset (son seul modèle dans la chanson française) et donne des concerts en première partie de Willy DeVille, Alain Bashung, Zucchero, les Innocents.
Dans les années 2000, Pierre Schott réalise et mixe entre autres les albums de Radio 777 (rock français, pour Globe/Sony), Cool Crooners of Bulawayo (jazz vocal du Zimbabwe, pour Globe/Sony), SuperDog (brit pop, pour Warner Allemagne), Benjamin Téhoval (blues).
Marqué par la disparition de son manager et ami Christian Noaille, Pierre Schott repousse à fin 2007 la sortie de son 4e album Zenland
, aux teintes electro et downtempo.
Les années 2010 voient successivement la parution de La Fiancée du Silence
,
(à l'été 2010), puis du Gardien de Nénuphar
,
(au printemps 2013). 
En février 2016, Pierre Schott sort Life in the low key, un album aux compositions originales exceptionnellement en anglais, hommage à la guitare électrique à classer aux confins improbables de la pop, du blues et de l'ambient.
Sur l'album Gringo qui parait en avril 2018,,, la guitare bluesy et les textes soignés retrouvent un écrin plus richement orchestré et des grooves colorés, avec notamment un hommage à Robert Johnson.
Sorti en 2019, Remixes et miscellanées est un 9e album au format inhabituel puisque Pierre y partage le micro avec la jeune chanteuse de blues MARIYA sur une collection de 7 anciens titres remixés et 4 nouvelles compositions.
Le 10e album de 10 titres intitulé Le Loup et la Guitare est publié le 1er mai 2024, avec notamment un hommage à Quanah Parker.

## Style
Contemplative et mélancolique, post-rock aux guitares bluesy, la chanson française de Pierre Schott obtient un succès d'estime, grâce au soutien de FIP radio, du quotidien Libération et des médias spécialisés qui l'évoquent comme le « J.J. Cale franco-alsacien ». 
Pierre Schott a réalisé plusieurs clips réunissant ses deux passions (musicale et cycliste), notamment dans le cadre de la descente des cols de montagne.
A l’instar de Jimi Hendrix, Albert King, Dick Dale, Kurt Cobain, Calogero ou encore Paul McCartney, Pierre Schott est un guitariste gaucher[réf. souhaitée].

## Discographie (solo)

### Albums

#### Bonus tracks
- 1997 : Mister Sun
- 1997 : Les gens d’ici et d’ailleurs
- 2012 : Voodoo child (Slight return) (cover Jimi Hendrix)
- 2012 : Who’s been talkin’ (cover Oscar Peterson)
- 2014 : Tant qu’il y aura des ombres (cover Renaud)
- 2014 : Black magic woman (cover Santana)
- 2017 : Call me the breeze (cover J.J. Cale)
- 2017 : Sinister purpose (cover Creedence Clearwater Revival)
- 2017 : Tinn Tann Téé (d’hand in d’heh)

#### Participations
- 1996 : Quand les jours se suivent (album Route MANSET hommage à Gérard Manset)
- 2022 : La nature du genre (album AURA aime MURAT hommage à Jean-Louis Murat)